# Jorma Panula

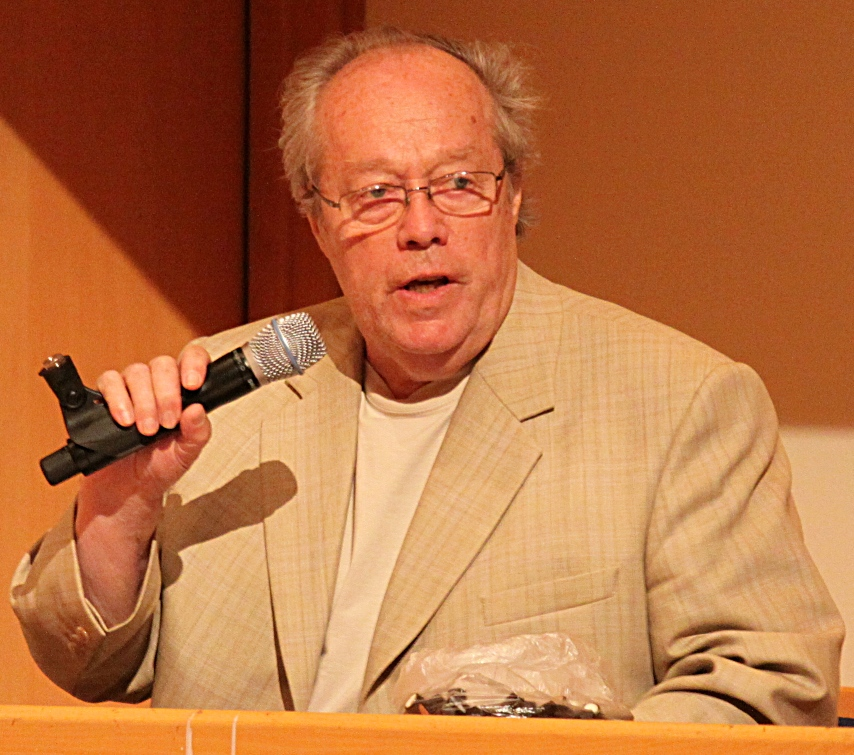
Jorma Panula in 2009

Jorma Panula (Kauhajoki, 1 augustus 1930) is een Finse dirigent, componist en pedagoog op het gebied van orkestdirectie.

## Carrière
Panula studeerde kerkmuziek en orkestdirectie aan de Sibeliusacademie in Helsinki. Zijn docenten waren Leo Funtek, Dean Dixon, Albert Wolff en Franco Ferrara.
Panula was de artistiek leider en chef-dirigent van het Turku Philharmonisch Orkest van 1963 tot 1965, het Filharmonisch Orkest van Helsinki van 1965 tot 1972 en het Aarhus Symfoniorkester van 1973 tot 1976. Hij leidde een productie van zijn eigen opera Jaakko Ilkka bij de Finse Nationale Opera. 
Panula heeft uiteenlopende werken gecomponeerd. Zijn opera Jaakko Ilkka en de River Opera vormden een nieuw genre met de naam "performance opera", door de samensmelting van muziek, beeldende kunst en alledaagse kunst. Panula's andere composities bestaan uit musicals, kerkmuziek, een vioolconcert, Suite in drie delen voor koperensemble, een jazz capriccio en veel vocale muziek.
Jorma Panula was docent orkestdirectie aan de Sibeliusacademie in Helsinki van 1973 tot 1994 en aan het Koninklijk Muziekcollege in Stockholm en de Koninklijke Deense Muziekacademie in Kopenhagen. 
Panula heeft, omdat hij zoveel heeft lesgegeven, grote invloed gehad op het dirigeren in Finland. Hij is de "verborgen hand" genoemd, die heeft gezorgd voor de uitzonderlijke productie van jonge talentvolle dirigenten uit dat land. Tot zijn leerlingen behoren Esa-Pekka Salonen (Los Angeles Philharmonic), Mikko Franck (Finse Nationale Opera), Sakari Oramo (opvolger van Simon Rattle bij het City of Birmingham Symphony Orchestra), Jukka-Pekka Saraste, Osmo Vänskä (Minnesota Orchestra) en uitzonderlijk toptalent Klaus Mäkelä (Orchestre de Paris, Oslo Filharmoniske Orkester, Koninklijk Concertgebouworkest). Tot zijn studenten behoren ook gerenommeerde dirigenten als Markus Poschner (Bruckner Orchester Linz), Matthias Manasi (Nickel City Opera) en Pietari Inkinen (KBS Symphony Orchestra).
Panula geeft nu les in directiecursussen over de hele wereld, waaronder in Parijs, Londen, Amsterdam, Moskou, New York, Tanglewood, Aspen, Ottawa en Sydney. Zelf staat hij niet vaak meer voor een orkest. 
- Bibsys: 2012437
- Biblioteca Nacional de España: XX1538547
- Bibliothèque nationale de France: cb13936747s (data)
- CiNii: DA10631824
- Gemeinsame Normdatei: 129419966
- International Standard Name Identifier: 0000 0001 1476 5870
- Library of Congress Control Number: n82025093
- Nationale Bibliotheek van Letland: 000109339
- MusicBrainz: 05d462ef-9ee6-4575-8bb3-8595cce62747
- Nationale Bibliotheek van Tsjechië: xx0033426
- Nationale bibliotheek van Australië: 35614789
- Nationale Bibliotheek van Israël: 987007330039005171
- Nationale en Universitaire bibliotheek Zagreb: 000627245
- Nederlandse Thesaurus van Auteursnamen: 070451044
- Système universitaire de documentation: 080539130
- Trove: 1015448
- Virtual International Authority File: 85506661
- WorldCat: E39PBJtCyT9JpxBh6DftFrFh73